# (17992) Japellegrino
(17992) Japellegrino (1999 JR65) – planetoida z pasa głównego asteroid okrążająca Słońce w ciągu 3,64 lat w średniej odległości 2,36 j.a. Odkryta 12 maja 1999 roku.